# Jan Lammers
Johannes Lammers (Zandvoort, 2 giugno 1956) è un pilota automobilistico olandese.
Ha partecipato a 23 Gran Premi di Formula 1, debuttando in Argentina nel 1979. Vincitore della 24 Ore di Le Mans nel 1988 con Johnny Dumfries e Andy Wallace, vi ha preso parte negli anni successivi con il suo team Racing for Holland.

## Carriera

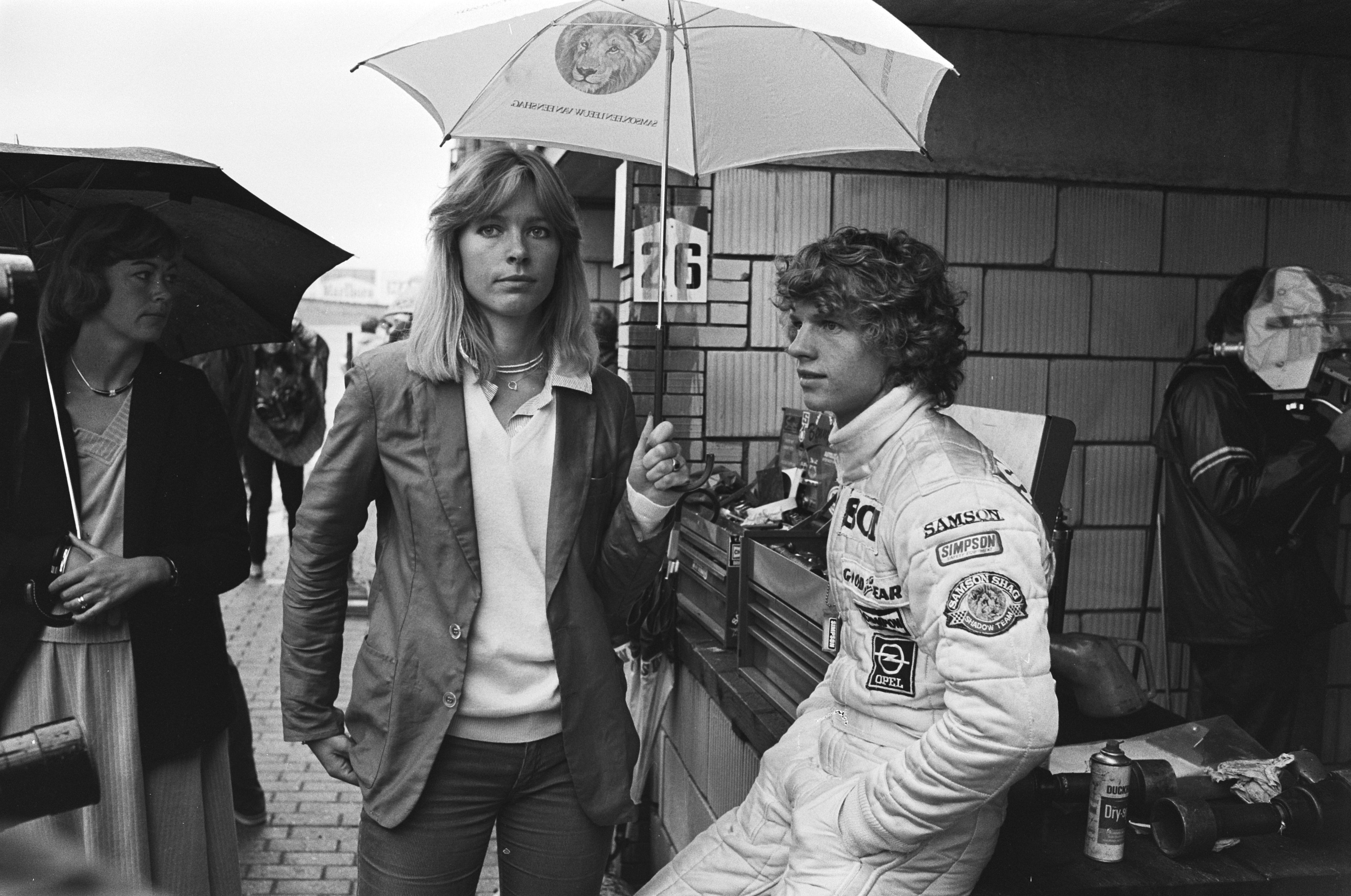
Jan Lammers al Gran Premio d'Olanda 1979, da debuttante in F1.

Dopo aver vinto nel 1978 il titolo europeo di Formula 3 passò in Formula 1 nella stagione 1979 con la squadra Shadow e negli anni a seguire corse per ATS, Ensign e Theodore senza ottenere punti mondiali.
Nel 1988 Lammers, con Andy Wallace e Johnny Dumfries, segnò una storica vittoria a Le Mans. A bordo di una Jaguar XJR-9 guidò 13 ore su 24 e batté la squadra Porsche, imbattuta dal 1982. Fu la prima vittoria Jaguar dal 1957 e la squadra la ottenne nonostante un cambio non perfettamente funzionante.
Nello stesso anno si aggiudico anche la 24 Ore di Daytona, una "doppietta" riuscita solo a Derek Bell ed Al Holbert nel 1986.

La Porsche 956 GTi dell'equipaggio Palmer-Lammers, seconda alla 1000 km di Imola (1984).

In seguito all'impresa francese gli venne conferito il Honorary Member of the BRDC, un titolo raramente assegnato a piloti non-britannici, che conta tra i premiati anche Enzo Ferrari e Juan Manuel Fangio.
Nel 1990 vinse la 24 Ore di Daytona con Davy Jones ed Andy Wallace e due anni dopo tornò in F1 per le due gare finali della stagione su March, alla prima apparizione nella massima formula dal 1982.
Successivamente Lammers ha corso in varie categorie, dal BTCC al FIA Sportscar Championship, ed è stato titolare della squadra olandese nell'A1 Grand Prix.
A partire dal 1999 ha costituito il team "Racing for Holland" che ha corso per molti anni la "24 Ore di Le Mans" con vetture della giapponese Dome, sino al 2007.
Nel 2017 partecipa all'European Le Mans Series, con il team "Racing Team Nederland" con il quale è tornato dopo 6 anni alla "24 ore".

## Risultati completi in F1
| 1979 | Scuderia | Vettura |     |    |     |     |    |    |    |    |    |    |     |     |    |   |    |  |  | Punti | Pos. |
| ---- | -------- | ------- | --- | -- | --- | --- | -- | -- | -- | -- | -- | -- | --- | --- | -- | - | -- |  |  | ----- | ---- |
| 1979 | Shadow   | DN9     | Rit | 14 | Rit | Rit | 12 | 10 | NQ | 18 | 11 | 10 | Rit | Rit | NQ | 9 | NQ |  |  | 0     |      |

| 1980 | Scuderia   | Vettura       |    |    |    |     |    |    |    |    |    |    |    |    |    |     |  |  |  | Punti | Pos. |
| ---- | ---------- | ------------- | -- | -- | -- | --- | -- | -- | -- | -- | -- | -- | -- | -- | -- | --- |  |  |  | ----- | ---- |
| 1980 | ATS Ensign | D3 e D4 MN180 | NQ | NQ | NQ | Rit | 12 | NC | NQ | NQ | 14 | NQ | NQ | NQ | 12 | Rit |  |  |  | 0     |      |

| 1981 | Scuderia | Vettura |     |    |    |    |  |  |  |  |  |  |  |  |  |  |  |  |  | Punti | Pos. |
| ---- | -------- | ------- | --- | -- | -- | -- |  |  |  |  |  |  |  |  |  |  |  |  |  | ----- | ---- |
| 1981 | ATS      | D4      | Rit | NQ | 12 | NQ |  |  |  |  |  |  |  |  |  |  |  |  |  | 0     |      |

| 1982 | Scuderia | Vettura |  |  |  |  |    |    |    |  |     |    |    |  |  |  |  |  |  | Punti | Pos. |
| ---- | -------- | ------- |  |  |  |  | -- | -- | -- |  | --- | -- | -- |  |  |  |  |  |  | ----- | ---- |
| 1982 | Theodore | TY02    |  |  |  |  | NQ | NQ | NQ |  | Rit | NQ | NQ |  |  |  |  |  |  | 0     |      |

| 1992 | Scuderia | Vettura |  |  |  |  |  |  |  |  |  |  |  |  |  |  |     |    |  | Punti | Pos. |
| ---- | -------- | ------- |  |  |  |  |  |  |  |  |  |  |  |  |  |  | --- | -- |  | ----- | ---- |
| 1992 | March    | CG911   |  |  |  |  |  |  |  |  |  |  |  |  |  |  | Rit | 12 |  | 0     |      |

| Legenda | 1º posto     | 2º posto | 3º posto    | A punti         | Senza punti/Non class.  | Grassetto – Pole position Corsivo – Giro più veloce |
| Legenda | Squalificato | Ritirato | Non partito | Non qualificato | Solo prove/Terzo pilota | Grassetto – Pole position Corsivo – Giro più veloce |

## Partecipazioni alla 24 ore di Le Mans
| Anno | Team                                          | Co-piloti                           | Vettura                        | Classe  | Giri | Classifica | Class di Classe |
| ---- | --------------------------------------------- | ----------------------------------- | ------------------------------ | ------- | ---- | ---------- | --------------- |
| 1983 | Canon Racing GTi Engineering                  | Jonathan Palmer Richard Lloyd       | Porsche 956                    | C       | 339  | 8º         | 8º              |
| 1984 | GTi Engineering                               | Jonathan Palmer                     | Porsche 956                    | C1      | 239  | DNF        | DNF             |
| 1987 | Silk Cut Jaguar Tom Walkinshaw Racing         | Eddie Cheever Raul Boesel           | Jaguar XJR-8LM                 | C1      | 325  | 5º         | 5º              |
| 1988 | Silk Cut Jaguar Tom Walkinshaw Racing         | Johnny Dumfries Andy Wallace        | Jaguar XJR-9LM                 | C1      | 394  | 1º         | 1º              |
| 1989 | Silk Cut Jaguar Tom Walkinshaw Racing         | Patrick Tambay Andrew Gilbert-Scott | Jaguar XJR-9LM                 | C1      | 380  | 4º         | 4º              |
| 1990 | Silk Cut Jaguar Tom Walkinshaw Racing         | Andy Wallace Franz Konrad           | Jaguar XJR-12                  | C1      | 355  | 2º         | 2º              |
| 1992 | Toyota Team Tom's                             | Andy Wallace Teo Fabi               | Toyota TS010                   | C-90    | 331  | 8º         | 5º              |
| 1993 | Toyota Team Tom's                             | Geoff Lees Juan Manuel Fangio II    | Toyota TS010                   | C-90    | 353  | 8º         | 5º              |
| 1996 | Courage Compétition                           | Mario Andretti Derek Warwick        | Courage C36-Porsche            | LMP1    | 315  | 13º        | 3º              |
| 1997 | GT1 Lotus Racing                              | Mike Hezemans Alexander Grau        | Lotus Elise GT1                | GT1     | 121  | DNF        | DNF             |
| 1998 | Nissan Tom Walkinshaw Racin                   | Érik Comas Andrea Montermini        | Nissan R390 GT1                | GT1     | 342  | 6º         | 6º              |
| 1999 | Konrad Motorsport Talkline Racing for Holland | Peter Kox Tom Coronel               | align="left" Lola B98/10- Ford | LMP-900 | 213  | DNF        | DNF             |
| 2000 | Konrad Motorsport Racing for Holland          | Tom Coronel Peter Kox               | Lola B2K/10-Ford               | LMP-900 | 38   | DNF        | DNF             |
| 2001 | Racing for Holland                            | Donny Crevels Val Hillebrand        | Dome S101-Judd                 | LMP-900 | 156  | DNF        | DNF             |
| 2002 | Racing for Holland                            | Tom Coronel Val Hillebrand          | Dome S101-Judd                 | LMP-900 | 351  | 9º         | 8º              |
| 2003 | Racing for Holland                            | John Bosch Andy Wallace             | Dome S101-Judd                 | LMP-900 | 360  | 6º         | 4º              |
| 2004 | Racing for Holland                            | Chris Dyson Katsutomo Kaneishi      | Dome S101-Judd                 | LMP1    | 341  | 7º         | 6º              |
| 2005 | Racing for Holland                            | Elton Julian John Bosch             | Dome S101-Judd                 | LMP1    | 346  | 7º         | 5º              |
| 2006 | Racing for Holland                            | Alex Yoong Stefan Johansson         | Dome S101Hb-Judd               | LMP1    | 182  | DNF        | DNF             |
| 2007 | Racing for Holland                            | Jeroen Bleekemolen David Hart       | Dome S101.5-Judd               | LMP1    | 305  | 25º        | 8º              |
| 2008 | Charouz Racing System Team Cytosport          | Greg Pickett Klaus Graf             | Lola B07/17-Judd               | LMP1    | 146  | DNF        | DNF             |
| 2011 | Hope Racing                                   | Steve Zacchia Casper Elgaard        | Oreca 01-Swiss HyTech          | LMP1    | 115  | DNF        | DNF             |
| 2017 | Racing Team Nederland                         | Rubens Barrichello Frits van Eerd   | Dallara P217-Gibson            | LMP2    | 344  | 13º        | 11º             |

### Risultati alla 24 Ore di Daytona
| Anno | Team                              | Co-piloti             | Vettura                                   | Classe | Giri | Classifica | Class di Classe |
| ---- | --------------------------------- | --------------------- | ----------------------------------------- | ------ | ---- | ---------- | --------------- |
| 1986 | B.F. Goodrich                     | Porsche 962           | Derek Warwick John Morton                 | GTP    | 512  | 12º (DNF)  | 5º (DNF)        |
| 1988 | Castrol Jaguar                    | Jaguar XJR-9D         | Danny Sullivan Davy Jones                 | GTP    | 512  | 26º (DNF)  | 10º (DNF)       |
| 1988 | Castrol Jaguar                    | Jaguar XJR-9D         | Martin Brundle Raul Boesel John Nielsen   | GTP    | 728  | 1º         | 1º              |
| 1989 | Castrol Jaguar                    | Jaguar XJR-9          | Davy Jones Raul Boesel                    | GTP    | 288  | 43º (DNF)  | 15º (DNF)       |
| 1990 | Castrol Jaguar                    | Jaguar XJR-12D        | Davy Jones Andy Wallace                   | GTP    | 761  | 1º         | 1º              |
| 1995 | Auto Toy Store Inc.               | Spice SE90-Chevrolet  | Derek Bell Andy Wallace                   | WSC    | 100  | 64º (DNF)  | 15º (DNF)       |
| 1999 | Konrad Motorsport                 | Lola B98/10-Lotus     | Franz Konrad Vincenzo Sospiri             | CA     | 43   | 71º (DNF)  | 21º (DNF)       |
| 2000 | Konrad Motorsport                 | Lola B98/10-Ford      | Franz Konrad Sascha Maassen               | SR     | 209  | 63º (DNF)  | 12º (DNF)       |
| 2002 | Crawford Composites               | Crawford SSC2K-Judd   | Johnny Mowlem Tony Stewart                | SRP    | 346  | 46º (DNF)  | 11: (DNF)       |
| 2004 | Doran Lista Racing                | Doran JE4-Lexus       | Didier Theys Marc Goossens Fredy Lienhard | DP     | 521  | 4º         | 2º              |
| 2005 | CITGO - Howard - Boss Motorsports | Crawford DP03-Pontiac | Andy Wallace Tony Stewart                 | DP     | 699  | 3º         | 3º              |
| 2006 | Howard-Boss Motorsports           | Crawford DP03-Pontiac | Danica Patrick Allan McNish Rusty Wallace | DP     | 273  | 50º (DNF)  | 24º (DNF)       |